# Pain of Salvation
Pain of Salvation é uma banda de metal progressivo originária da Suécia. O mentor, principal compositor, letrista e vocalista da banda, Daniel Gildenlöw, é considerado por muitos músicos como um gênio musical. A música da banda é caracterizada por passagens ora pesadas e poderosas ora calmas, um trabalho de guitarra acentuado, vastas variações vocais, o uso intenso de polirritmia e de síncopes e uma elevada emocionalidade, conferindo uma compatibilidade especial entre música, letra e as emoções humanas. As temáticas mais abordadas nas suas músicas recaem sobre aspectos contemporâneos da humanidade, como questões ambientais e sociais, a guerra e as suas consequências, a sexualidade, a existência humana e a natureza de Deus. Todos os álbuns da banda são conceituais.
Sua música é fortemente inspirada pelos Beatles, Faith No More, Jeff Buckley, Jesus Christ Superstar e também por outros gêneros musicais como jazz, música clássica e música étnica. Às vezes, elementos de hip hop, soul e funk podem ser ouvidos em suas músicas. A banda também fez covers músicas de Leonard Cohen, Stevie Wonder, Kiss, Lou Reed, Dio, The Moody Blues, The Beatles, Simon & Garfunkel e Elton John.

## História

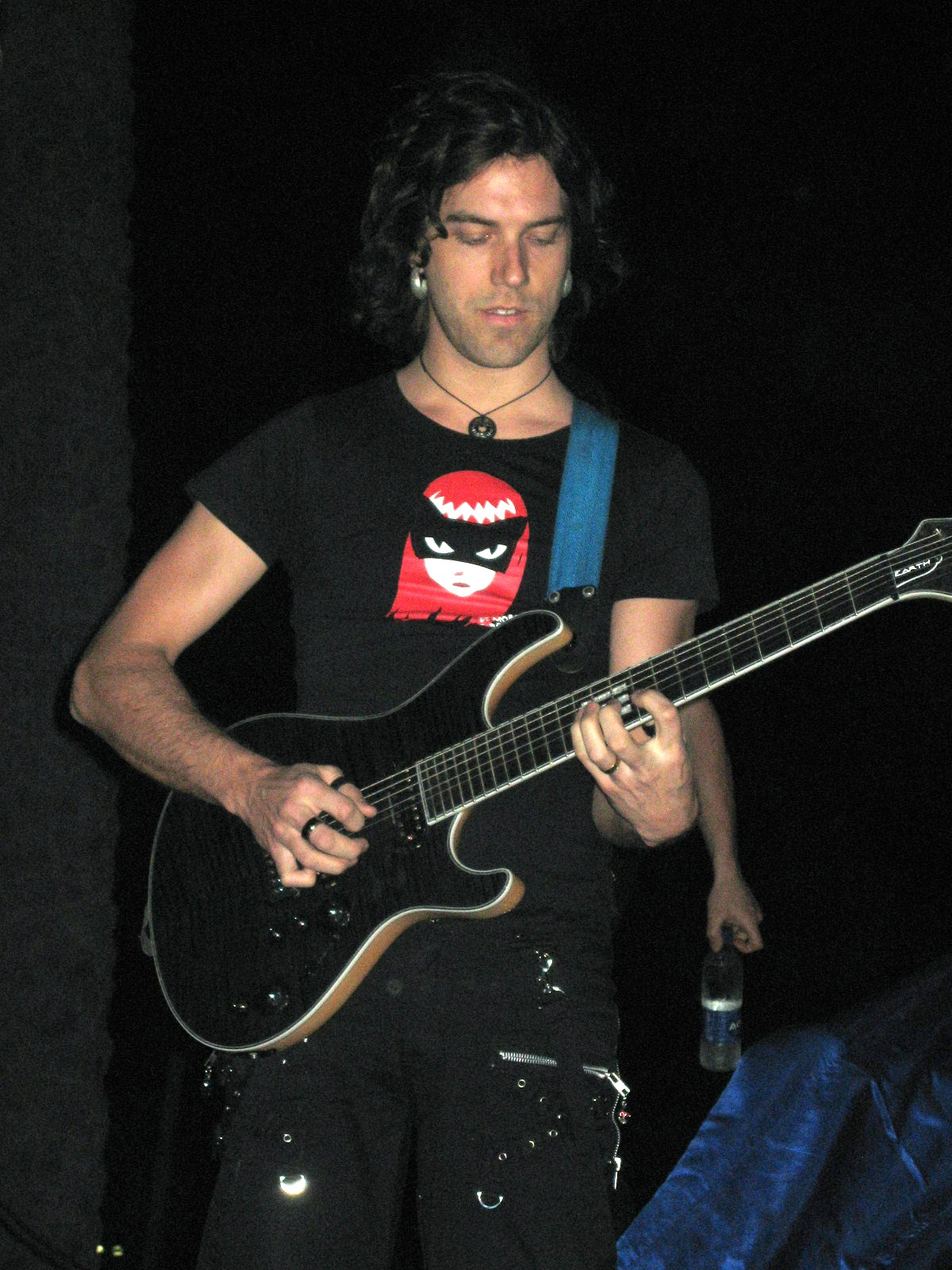
Daniel Gildenlöw.

O Pain of Salvation foi fundado em 1991 com Daniel Gildenlöw (vocal e guitarra), Johan Langell (bateria), Daniel Magdic (guitarra) e Gustaf Hielm (baixo), participando de diversos festivais e concursos musicais na Suécia. Em 1994 Hielm deixa a banda, sendo substituído por Kristoffer Gildenlöw (irmão de Daniel). Apenas em 1996 a formação do Pain of Salvation se completa, com a entrada do tecladista Fredrik Hermansson. A partir daí a banda passa a enviar material para gravadoras e em 1997 consegue gravar seu primeiro álbum, Entropia, que seria lançado naquele mesmo ano na Ásia mas somente em 1999 na Europa. Em 2024, a Loudwire o elegeu como um dos 11 melhores álbuns de estreia de metal progressivo.
Em 1998, pouco antes do início das gravações do segundo álbum, One Hour by the Concrete Lake, Magdic deixa a banda e é substituído por Johan Hallgren. O álbum é muito bem recebido pela crítica, e no ano seguinte a banda consegue contrato com a InsideOut, além de fazer uma turnê européia. Em 2000 é lançado The Perfect Element, part I e a banda tem seu trabalho reconhecido, apresentando-se como atração principal do ProgPower USA.
Com Remedy Lane, em 2002, uma nova conquista: a banda é convidada a sair em turnê com o Dream Theater. Encerrado o trabalho de divulgação do álbum, Daniel e Kristoffer Gildenlöw, Hallgren e Hermansson se envolvem na montagem sueca do musical Jesus Christ Superstar, ficando encarregados da execução das canções. Antes de um novo álbum, a banda faz shows acústicos na Suécia, apresentando releituras de algumas das músicas de trabalhos anteriores. Estas apresentações seriam gravadas e posteriormente lançadas  no álbum 12:5.

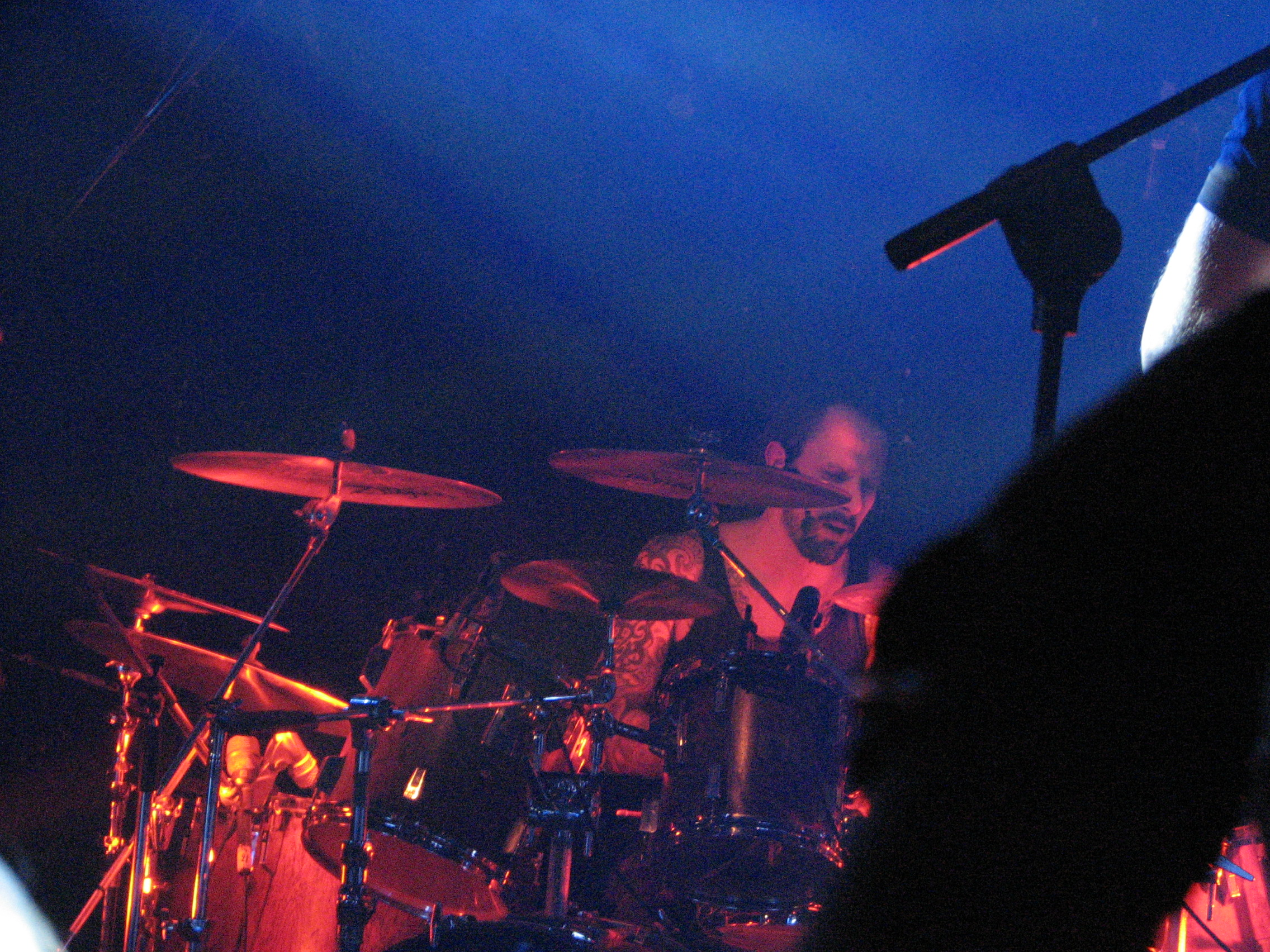
Johan Langell.

A partir de meados de 2003 começam os preparativos para o próximo álbum, Be. Antes mesmo de seu lançamento, são realizadas algumas apresentações com a participação dos músicos da  Orchestra of Eternity, que seriam gravadas e resultariam no DVD BE (Original Stage Production). O sucesso deste novo trabalho levaria a banda a uma turnê mundial, sendo que em setembro de 2005, o Pain of Salvation esteve se apresentando do Brasil pela primeira vez. Em 2006 o baixista Kristoffer Gildenlöw deixa a banda por causa de seu casamento. Daniel pediu para o irmão dedicação total a banda, o que significava morar na Suécia, mas a casa de Kristoffer era na Países Baixos. É então lançado, em 2007, o álbum Scarsick, no qual o próprio Daniel grava as partes de baixo, além, logicamente, de guitarras e vocais.
Depois de um excelente show em Estocolmo, a banda resolveu colocar Simon Andersson como membro oficial, colocando também a piadinha de que a namorada dele é uma grande fã da banda e que agora, finalmente, ela vai poder ir para a cama com um integrante do Pain of Salvation. Pouco depois da entrada de Simon, o baterista Johan Langell resolve sair para poder passar mais tempo com seus filhos, uma decisão difícil que foi recebida com surpresa tanto pelos fãs quanto pela banda. Após um longo tempo fazendo testes a banda escolheu um substituto que foi revelado em um show no festival Motstoy em Notodden na Noruega no dia 6 de outubro de 2007. O baterista escolhido foi o francês Léo Margarit. Depois de um show na Rússia no dia 25 de fevereiro de 2008, a banda está terminando seu novo DVD e o baterista se mudando para a Suécia.

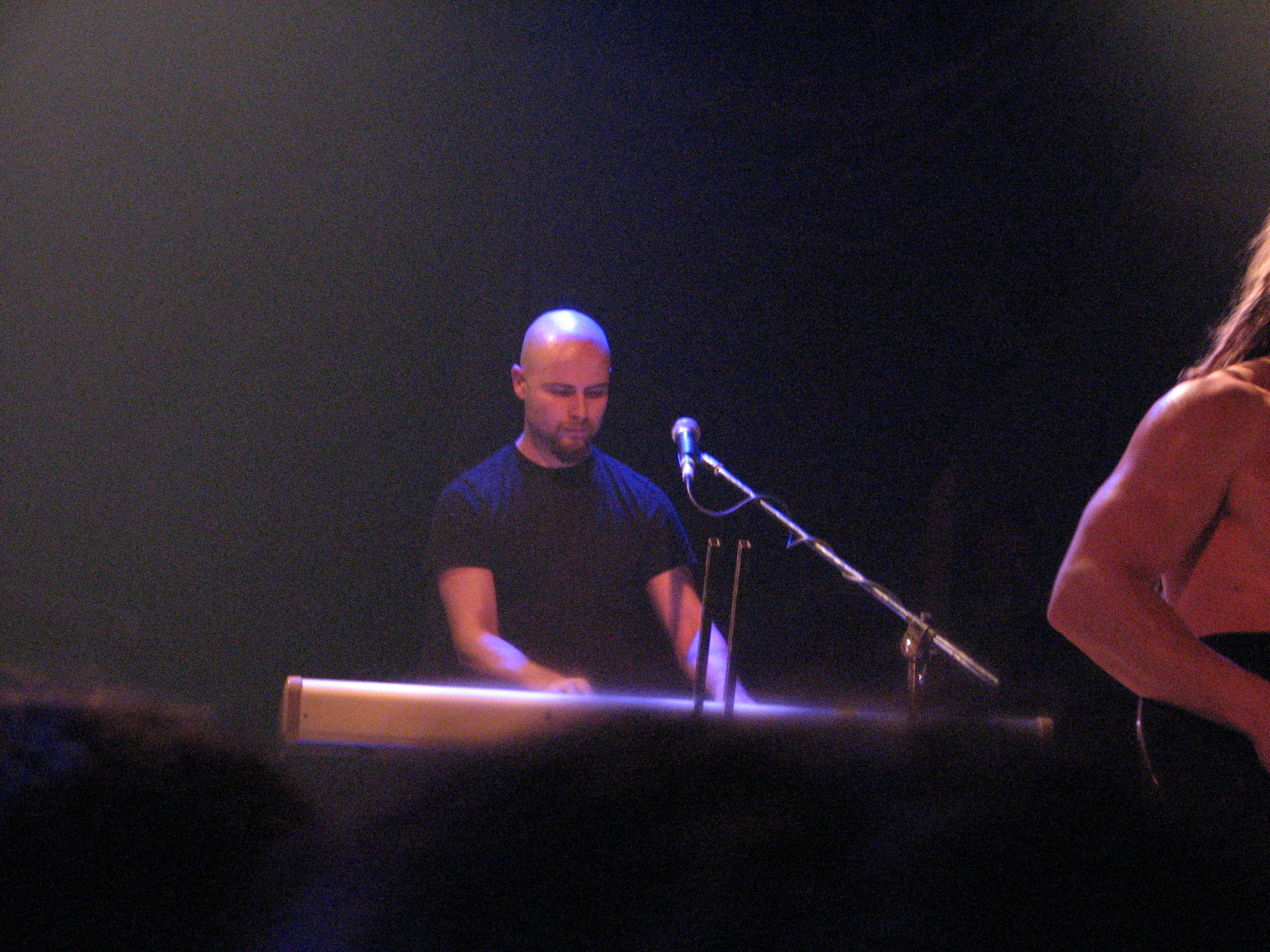
Fredrik Hermansson.

No final de 2011 a banda novamente passou por mudanças. Johan Hallgren sai da banda, assim como Fredrik Hermansson e assim, restam apenas Daniel e Margarit. Daniel, devido a saída de dois membros da banda e também por problemas pessoais, chega a pensar que esse seria o fim de Pain of Salvation, no entanto, a paixão pela música e a vontade de superar os desafios que surgem fez com que a banda seguisse em frente. Daniel "D2" Karlsson entrou para a banda assumindo os teclados e Gustaf Hielm, membro original, retornou ao baixo. Faltava um guitarrista, que seria a escolha mais difícil, devido ao carinho que os fãs possuíam por Johan Hallgren, porém no início de 2012, Ragnar Zolberg foi escolhido para assumir a guitarra. Um ano depois, Ragnar deixa a banda, e o Pain of Salvation permanece buscando um novo guitarrista por mais um ano. Até que surge uma nova turnê e Ragnar é chamado para participar, permanecendo novamente com a banda.
Em janeiro de 2017 é lançado o décima álbum de estúdio, In the Passing Light of Day, sendo recebido por excelentes críticas. No fim de abril de 2017, Ragnar anuncia a saída da banda após um post turbulento, acusando o Daniel de egocentrismo e por "tomar todos os créditos das músicas que escreveram juntos". De acordo com Ragnar em sua postagem, após algumas discussões sobre o assunto, Gildenlöw pediu que ele deixasse a banda. Logo após o post, Daniel anuncia que o Ragnar havia deixado a banda, porém Johan Hallgren estaria de volta nas guitarras.

## Discografia
| - 1997 - Entropia - 1998 - One Hour by the Concrete Lake - 2000 - The Perfect Element, part I - 2002 - Remedy Lane - 2004 - Be - 2007 - Scarsick - 2010 - Road Salt One - 2011 - Road Salt Two - 2014 - Falling Home - 2017 - In The Passing Light of Day - 2020 - Panther | - 2003 - 12:5 (Acústico) - 2005 - BE (Original Stage Production) - 2009 - Ending Themes (On the Two Deaths of Pain of Salvation) - 2016 - Remedy Lane Re:lived - 2000 - Ashes - 2009 - Linoleum - Hereafter (1996) |

## Videografia

### DVD
- 2005 - BE (Original Stage Production) (Live DVD)
- 2009 - Ending Themes (On the Two Deaths of Pain of Salvation) (Live DVD)

## Integrantes
| - Daniel Gildenlöw - vocal, guitarra, mandolin (1991–presente) - Gustaf Hielm - baixo, vocais (1992–1994, 2011–presente) - Daniel "D2" Karlsson - teclado (2011–presente) - Johan Hallgren - guitarra, vocais, mandolin (1997-2011, 2017-presente) - Léo Margarit - bateria (2007–presente) | - Daniel Magdic - guitarra, backing vocals (1991−1997) - Johan Langell - bateria, backing vocals (1991−2007) - Kristoffer Gildenlöw - baixo, cello, backing vocals (1994−2006) - Fredrik Hermansson - teclado, sintetizador, backing vocals (1996−2011) - Ragnar ZSolberg - guitarra (2011–2017) - Simon Andersson - baixo, backing vocals (2007–2008) |